# Merremia pinnata
Merremia pinnata är en vindeväxtart som först beskrevs av Ferdinand von Hochstetter och Jacques Denys Denis Choisy, och fick sitt nu gällande namn av Hallier f. Merremia pinnata ingår i släktet Merremia och familjen vindeväxter. Inga underarter finns listade i Catalogue of Life.